# Franziska Baumgarten-Tramer
Franziska Baumgarten-Tramèr (geb. Baumgarten, auch Franciszka oder Franciska; * 26. November 1883 in Łódź; † 1. März 1970 in Bern) war eine Schweizer Arbeitspsychologin und Universitätslehrerin.

## Leben und Wirken
Baumgarten studierte sowohl in der Schweiz als auch an ausländischen Universitäten Psychologie. Nach der Promotion spezialisierte sie sich auf die angewandte Psychologie, in der sie auch selbst Forschung betrieb. Sie war stark vom Schweizer Psychologen Édouard Claparède beeinflusst, der die „Internationale Vereinigung für Psychotechnik“ gegründet hatte und Baumgarten in die Psychotechnik einführte. Von ihr stammen einige der ersten experimentellen Arbeiten auf dem Gebiet der Charakterologie. Außerdem erkannte Baumgarten die Bedeutung und die Zusammenhänge von Charaktereigenschaften und die Neigung, bestimmte Berufe auszuüben. Sie erstellte mehrere Tests, die zur Erfassung der Persönlichkeit dienen und auch heute noch angewendet werden.
1924 heiratete sie den Psychiater Moritz Tramer, zu dem sie aus Berlin in die Schweiz ging. Das Paar lebte zunächst in Solothurn, bevor es 1945 nach Bern zog. Beruflich unterstützten sich die beiden und publizierten auch gemeinsam. Franziska Baumgarten habilitierte sich 1929 für Psychotechnik an der Universität Bern und erhielt zur Emeritierung 1954 die Honorarprofessur.
Sie schrieb 1933 mit „Die Charaktereigenschaften“ eines der ersten Werke zum lexikalischen Ansatz, der 1936 von Allport & Odbert aufgegriffen wurde und u. a. zur Entwicklung der Big Five führte.
Baumgarten veröffentlichte mehrere Bücher über ihr Forschungsgebiet, welche in 14 Sprachen übersetzt wurden. Nach dem Zweiten Weltkrieg baute sie die Internationale Vereinigung für Psychotechnik wieder auf und organisierte im Herbst 1949 den Internationalen Kongress für Psychotechnik in Bern. An der Universität Bern war sie zudem Privatdozentin, später Honorarprofessorin für Arbeitspsychologie und Psychotechnik (1929–1953).
Im Jahr 1949 kommentierte Baumgarten für eine lange Zeit als einzige mit der Streitschrift „Die deutschen Psychologen und die Zeitereignisse“ das Verhalten deutschsprachiger Psychologen während der beiden Weltkriege und deren Positionierung zur NS-Ideologie. Der damalige Vorsitzende der Deutschen Gesellschaft für Psychologie, Johannes von Allesch, reagierte nach Aufforderung auf die englische Version von Baumgartens Text. Er bestritt Baumgartens Vorwürfe, dass die deutschen Psychologen sich nicht gegen den Nationalsozialismus gewehrt hätten und dass in dieser Zeit keine jüdischen Autorinnen und Autoren zitiert worden seien. Dagegen meinte er, dass „Diskussionen über die Katastrophe, die über uns hereingebrochen“ sei, verhinderten, dass die wissenschaftliche Welt wieder Frieden und Ordnung finde. Baumgarten reagierte auf Alleschs Text, indem sie hervorhob, dass eine offene und kritische Diskussion über das Fehlverhalten von Psychologen, die schon nach dem Ersten Weltkrieg unterblieben sei, vielmehr benötigt werde damit die Disziplin sich über die eigene soziale Rolle verständigen könne. Sowohl das Buch als auch der kurze Streit mit Allesch blieben weitgehend unbeachtet.
Der Nachlass von Franziska Baumgarten-Tramer befindet sich im Schweizerischen Literaturarchiv.

## Veröffentlichungen (Auswahl)
- Die Lüge bei Kindern und Jugendlichen, 1917
- Die Psychologie der Menschenbehandlung im Betriebe, 1931
- Die Berufseignungsprüfungen, 1. Aufl. 1929
- Die Testmethode, 1933
- Die Charaktereigenschaften, 1933
- Die Arbeit des Menschen, 1940
- Beratung in Lebenskonflikten, 1941
- Charakterprüfung der Berufsanwärter, 1941
- Zur Psychologie des Maschinenarbeiters, 1947
- Die deutschen Psychologen und die Zeitereignisse, 1949
- Das Heldentum der Akademikerinnen im Kriege, Burgdorf: E. Baumgartner, 1950